# Джонсон, Дэвид (футболист, 1951)
Дэвид Эдвард Джонсон (англ. David Edward Johnson; 23 октября 1951, Ливерпуль — 23 ноября 2022) — английский футболист, нападающий. Наиболее успешно выступал за «Ливерпуль», на рубеже 1970-х—1980-х годов.

## Клубная карьера
Родился 23 октября 1951 года в городе Ливерпуль. Воспитанник футбольной школы клуба «Эвертон».
Взрослую футбольную карьеру начал в 1969 году в основной команде того же клуба, в которой провёл три сезона, приняв участие в 49 матчах чемпионата и забил 11 голов. Большую часть времени, проведённого в составе «Эвертона», был основным игроком команды.
С 1972 по 1984 год играл в составе команд клубов «Ипсвич Таун», «Ливерпуль», «Эвертон», «Барнсли», «Манчестер Сити» и «Талса Рафнекс».
Завершил профессиональную игровую карьеру в клубе «Престон Норт Энд», за команду которого выступал на протяжении 1984—1985 годов.

## Выступления за сборные
В течение карьеры в национальной команде, которая длилась 6 лет, провёл в форме главной команды страны 8 матчей и забил 6 голов.
В составе сборной был участником чемпионата Европы 1980 года в Италии.

## Титулы и достижения

### Командные
- Чемпион Англии по футболу (5): 1969/70, 1976/77, 1978/79, 1979/80, 1981/82
- Обладатель Суперкубка Англии по футболу (4): 1970, 1977 (разделён), 1979, 1980
- Обладатель Суперкубка УЕФА (1): 1977
- Обладатель Кубка европейских чемпионов УЕФА (3): 1976/77, 1977/78, 1980/81
- Обладатель Кубка Футбольной лиги (2): 1980/81, 1981/82

### Индивидуальные
- Лучший бомбардир Домашнего чемпионата Великобритании (1): 1975